# 库尔兰和瑟米加利亚公国 (1918年)
库尔兰和瑟米加利亚公国是德意志帝國一個短暫的附屬國。1918年3月8日，一班波罗的海德意志人在德國所佔據的庫爾蘭省宣布成立公國，取消当地自治，並無視當地的一個前贵族，比龙氏的恩斯特·約翰·馮·比隆，向凱撒威廉二世送上王位。雖然德國國會支持波羅的海人民的民族自決，德國最高統帥部仍然繼續用波羅的海德國人拉攏波羅的海地區依附帝國的政策。於1918年10月，德國總理馬克西米利巴登親王建議用民間組織取代波羅的海地區的軍事管制。1918年11月18日的德國革命後，拉脫維亞宣佈獨立，德國軍隊亦在同年12月7日轉移政權予以卡尔利斯·乌尔马尼斯為首的拉脱维亚临时政府。

## 外部連結
- Baltic Duchy (1918) （页面存档备份，存于） at crwflags.com.
- Baltic Duchy (1918) （页面存档备份，存于） at 1uptravel.com.

56°56′54″N 24°05′09″E / 56.94833°N 24.08583°E